# Люцерна посевная
Люце́рна посевна́я, люце́рна си́няя (лат. Medicágo satíva) — травянистое растение; типовой вид рода Люцерна (Medicago) семейства Бобовые (Fabaceae).
Широко применяется как кормовое растение.

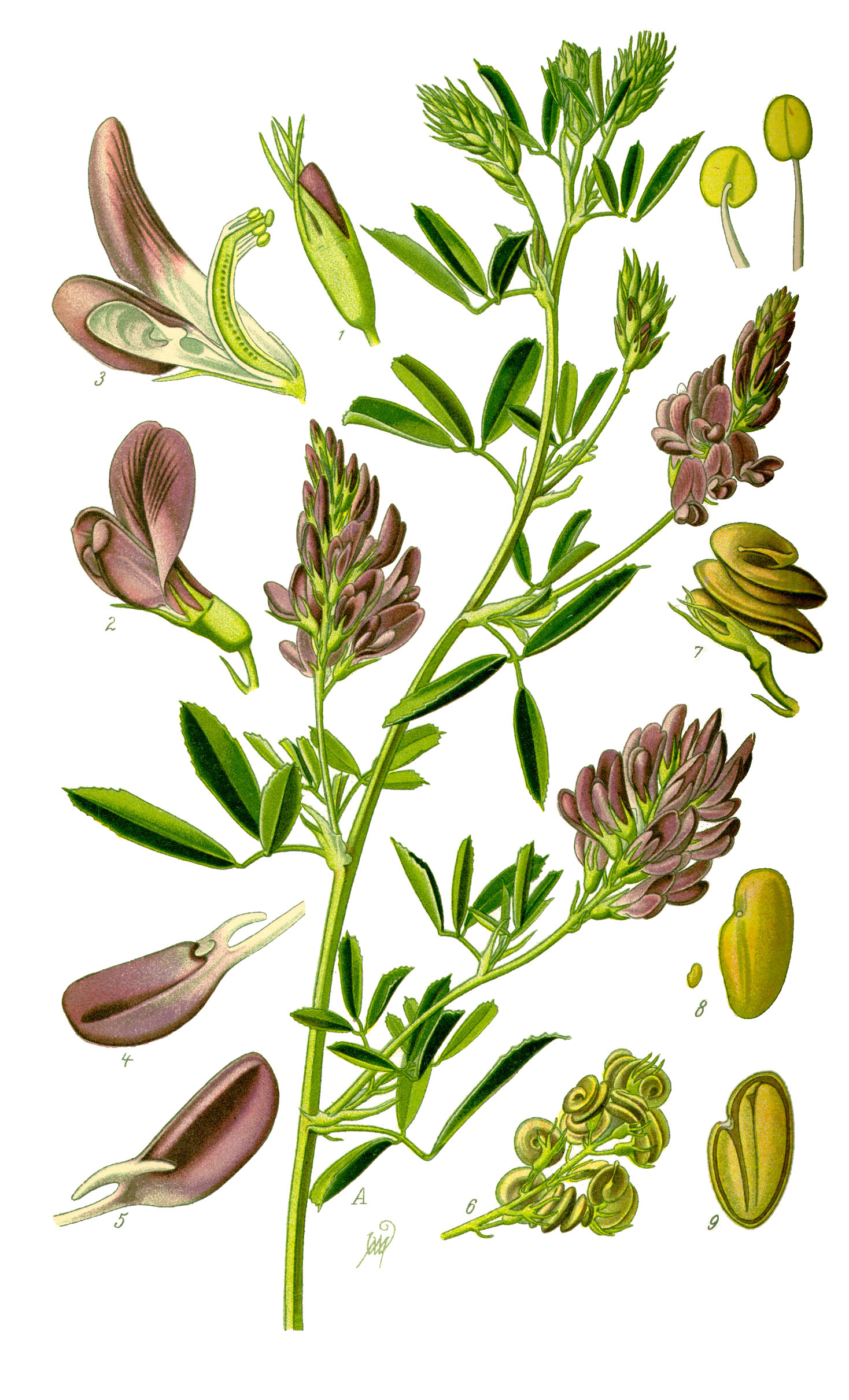
Люцерна посевная.

## Распространение и экология
В диком виде произрастает в Малой Азии и на Балканах. В культуре и как заносное — по всему миру.
Растение произрастает по осыпям, на сухих лугах, травянистых склонах, на степях, на пастбищах, по опушкам, в кустарниках, на галечниках, в долинах рек, как сорное, в посевах и около них.

## Ботаническое описание
Стебли четырёхгранные, голые или опушённые, в верхней части сильно ветвящиеся, до 80 см высотой, могут быть прямыми, широко кустистыми или лежащими.
Корневище мощное, толстое, глубоко залегающее.
Листья на черешках. Листочки 1—2 см длиной и 0,3—1 см шириной, продолговато-обратнояйцевидные, цельные.
Цветоносы пазушные, длиннее листьев. Кисть головчатая, густая, многоцветковая, 2—3 см длиной. Цветки сине-фиолетовые. Чашечка 0,5—0,6 см длиной трубчато-воронковидная, волосистая.
Плод — боб, около 0,6 см в поперечнике.

## Значение и использование
Люцерна посевная — прекрасный медонос. При благоприятных погодных условиях медоносность достигает: в районах поливного земледелия — 300 кг с гектара посевов, без полива — 25—30 кг. Контрольный улей показывает привес до 5 кг в день. Медосбор неустойчив и зависит от погодных условий. Нектар бесцветный, содержит до 50 % сахара. Жидкий люцерновый мёд прозрачен или золотисто-жёлт, сразу после откачивания кристаллизуется до состояния густых сливок. Сто цветков продуцируют 80 мг пыльцы.